# André Chénier
André Marie Chénier (Istambul, 30 de outubro de 1762 - Paris, 25 de julho de 1794) foi um poeta francês, considerado precursor do Romantismo e guilhotinado durante a Revolução Francesa.
Seus versos, publicados 25 anos após a sua morte, fizeram um enorme sucesso.

## Vida
Era filho de um comerciante francês, Louis de Chénier, e de mãe grega, Elizabeth Lomaca. Passou parte de usa vida em Carcassone (Sul da França), e desde a adolescência traduziu poetas gregos e se entusiasmou pela poesia clássica.
Na França, frequentava círculos literários e salões aristocráticos. Foi secretário da embaixada Francesa em Londres (1787 a 1790). Participou inicialmente com entusiasmo, e mais tarde à distancia do movimento revolucionário. Foi autor do Jornal da Sociedade (journal de la societé) de 1789, que somou quinze edições. A partir de 1781 colaborou com seu amigo Michel Regnaud de Saint-Jean d’ Angély no Jornal de Paris (journal de Paris), órgão constitucional, condenando os “excessos” da Revolução criticando em seus artigos Jacques Pierre Brissot e mais energicamente a Jean-Paul Marat e outros.
Preocupado com a sua segurança, saiu de Paris. Entretanto, recusou-se a emigrar, retornando a ela para tentar evitar a condenação de Luís XVI ao cadafalso.
Em 7 de março de 1794 foi preso. Envolvido em uma falsa conspiração que permitiu a execução de suspeitos sem audiência, foi condenado à morte pelo Tribunal Revolucionário sob a alegação de esconder “papéis do embaixador espanhol (antes da declaração de guerra entre os países)” – documentação que comprovaria a extensa corrupção deste junto da Assembleia, para livrar o Rei da execução. Executado em 25 de julho de 1794 (no calendário revolucionário, 7 thermidor) dois dias antes de Robespièrre. André Chénier foi enterrado em uma vala comum juntamente com outras milhares de vítimas do “Terror”, no cemitério de Picpus em Paris.
Inspirou a ópera Andrea Chénier do compositor Umberto Giordano (1867-1948).